# Аманінетейєріка
Аманінетейєріка (бл. 472 до н. е. — 405 до н. е.) — цар Куша в 431–405 роках до н. е.

## Життєпис
Старший син царя Малевіебамані та Ахасані. Зійшов на трон 431 року до н. е. після смерті стрийка Талахамані. У храмі Амуна в м. Кава на свою честь Аманінетейеріка (або його нащадки) розмістив 3 довгі написи, які повідомляють в подробицях про час його володарювання. Найдовший текст, вибитий на східній стіні храму, повідомляє про його сходження на престол і поїздці усіма важливих місцях країни, де цар повинен був досягти прихильності Амона.
Невдовзі після сходження на трон в Напаті придушив заколот. Слідом за цим здійснив подорож від Напати до Мерое. Потім він відвідав Кертен, воював проти кочівників пустелі Медеда. Після цього попрямував до Кави, де в храмі Амона ще раз здійснив церемонію сходження на трон, те ж саме повсторив в Пнубсі, де здійснив пожертви землею місцевому храму Амона. Далі повернувся до Кави, де зробив пожертви Амону.
Для зміцнення свого становище оженивс яна своїй зведеній сестрі Атасамале. В подальшому спрямував зусилля на військовий й економічний розвиток держави, намагаючись відновити колишню пишноту та могуть. Це відбилося у поновленні застосування імен час фараонів.
414 року до н. е. підтримав повстання єгиптян на чолі із Аміртеєм проти персів. Надавав військову підтримку тому до своєї смерті у 405 році до н. е.
Помер близько 405 року до н. е. Поховано в піраміді № 12 в Нурі. Ця піраміда є найбільшою в похоронному комплексі, завдовжки 26,25 м. Розширювалася щонайменше один раз, ймовірно, за життя царя. Початкові її розміри відповідали іншим пірамідам комплексу Нурі. Йому спадкував брат Баскакерен.